# Стилістика української мови
Функціональний стиль — це комунікативно вмотивоване вживання системно дібраних елементів літературної мови.
В українській мові традиційно виділяють п'ять стилів:
- розмовний;
- офіційно-діловий;
- науковий;
- медійний;
- художній.

Кожен функціональний стиль поділяється на підстилі, під якими розуміється реалізація стилю залежно від комунікативної мети. Кожен підстиль реалізується через систему жанрів.
Жанр — це композиційно стійке і стилістично типове  оформлення текстів певного стилю.
Кожен зі стилів має або усну, або письмову форму фіксації, тому виокремлюють розмовний та книжні стилі.
- Розмовний стиль — це переважно усна форма фіксації.
- Книжні стилі — це переважно письмові формі фіксації. До них належать: офіційно-діловий, науковий, медійний та художній.

## Розмовний стиль
Розмовне мовлення служить для безпосереднього усного повсякденного спілкування, при якому сама ситуація уточнює і роз'яснює зміст висловлення. Розмовний стиль є найдавнішим стилем української мови, оскільки виконує функцію спілкування, хоч і інші функції (вплив, повідомленя) йому також властиві.
Розрізняють усне літературне мовлення, яке ґрунтується на дотриманні норм сучасної української літературної мови, та розмовно-побутове на наддіалектному і діалектному рівнях української мови, у якому спостерігається часте порушення літературних норм.
Розмовний стиль, як правило, усний за формою, хоча може набувати і писемної форми: у приватному листуванні, записках та ін. Типова сфера його вживання — побутові стосунки, проте неофіційне, непідготовлене спілкування у професійному середовищі також здійснюється засобами розмовного стилю.

### Функції мови
- комунікативна.

### Лексичні, фразеологічні особливості
- слова, уживані здебільшого в прямому значенні: земля, вода, небо, день, ніч тощо;
- назви тих, з ким кожен з мовців постійно спілкується: мати, мама, батько, тато, брат, сестра, я, ти, він, ми, ви тощо;
- назви предметів домашнього вжитку, речей, інтер'єру, архітектурного і художнього оформлення приміщень, одягу, взуття та ін.: меблі, посуд, постіль, фіранка, картини, квіти, килим, пальто, сорочка, піджак, плащ тощо;
- активно вживані фразеологізми: Як працюватимеш, так і матимеш; Чим далі в ліс, тим більше дров; байдики бити, молоти язиком, крокодилячі сльози.[3]

### Граматичні, синтаксичні особливості
- речення різного типу, починаючи від однослівних і до найбільш розгорнутих складних конструкцій: Село; Гай; Вечірній день; День змінює ніч; Якщо громадяни наполегливо не працюватимуть, то заможно вони й не житимуть;
- найрізноманітніші структури власне неповного речення, еліптичного, також і незакінченного, обірваного: Куди? (пор.: Куди ти йдеш?; Куди йдеш?); Де?; Чому?; Скільки?; Щоб швидше, я відразу в метро, до станції «Університет»; речення різного модального спрямування, особливо прості, словесно неускладнені конструкції: Пшениця цього року вродила; Чи всі прийшли?; Співай!;
- неускладнені прості речення (які не мають у своєму складі дієприкметникового, прикметникового чи дієприслівникового звороту);
- найтиповіші вставні чи вставлені одиниці; мабуть, на щастя, мені здається, я думаю та ін.;
- слова-речення: Так! , Ні! , Невже? , Хіба? , Геть! , Алло! , Ой! та ін.;
- вітальні й прощавальні слова і сполучення слів: Добридень! , Доброго ранку! , На добраніч! , До побачення! та ін.[3]

### Основні особливості розмовного стилю
- у розмовному мовленні використовується інтонування, а також допоміжні позамовні засоби: міміка, жести та ін. Найчастіше воно здійснюється в діалогічній, до того ж яскраво емоційній формі;
- оскільки спілкування протікає в усній формі і відбувається між людьми, зв'язаними спільністю життєвого досвіду, це дає можливість висловлюватися лаконічно, небагатослівно, інколи навіть без називання основного об'єкта розмови;
- можливі просторічні елементи, які є проявом незнання норм літературної мови або виступають як свідомий стилістичний прийом;
- суфікси суб'єктивної оцінки вживаються тут значно ширше, ніж у інших стилях мови; ними виражається складна і багатобарвна гама відтінків;
- емоційність, експресивність розмовного мовлення не розрахована, а безпосередня, спонтанна, синтаксичні фігури і загальна синтаксична організація фрази нагадують зразки літературно обробленого синтаксису прийомами впливу на слухача, але відрізняються обробкою;
- типова форма усного мовлення — діалог, тема якого, як правило, очевидна, нескладна або добре відома. Звідси — неповні речення, натяки, недоговорення (повнота сприймається як зайве обтяження).[4]

### Жанри розмовного стилю
- за кількістю мовців і характером їх участі у спілкуванні (розповідь, діалог і полілог);
- за цільовою спрямованістю, характером ситуації і соціальними ролями учасників спілкування (сімейна розмова за обіднім столом, діалог співробітників на побутові і професійні теми, розмова людини з твариною, різні види інвективи (лайливе мовлення)) тощо;
- за мовним матеріалом конотативного (розмовного) значення.[2]

## Офіційно-діловий стиль
Офіційно-діловий стиль — функціональний різновид мови, який слугує для спілкування в державно-політичному, громадському й економічному житті, законодавстві, у сфері управління адміністративно-господарською діяльністю.
Основне призначення — регулювання ділових відносин мовців у державно-правовій і суспільно-виробничій сферах, обслуговування громадянських потреб людей у типових ситуаціях.

### Функція мови
- інформативна.

### Лексичні стилетвірні особливості
- вкрай обмежене використання слів у переносному значенні;
- широке вживання суспільно-політичної лексики і лексики, пов'язаної з реаліями громадської і професійної діяльності особи, з її побутом;
- майже повна відсутність фразеологізмів (лише в протоколах повністю або частково фіксується не позбавлене фразеологізмів мовлення учасників певного засідання, зборів та ін).[3]

### Граматичні, синтаксичні особливості
- усталені, найхарактерніші, спеціально й часто використовувані мовні форми, стандартні вислови, шаблонні структури речень, мовних зворотів, бо кожен документ (заява, протокол, автобіографія, розписка та ін.) пишуть за певним зразком;
- майже не допускається пропуск слова (слів) у тексті.[3]

### Найістотніші мовні ознаки офіційно-ділового стилю
- чітке розмежування його зразків;
- дотримання прийнятого порядку слів;
- широке використання слів, пов'язаних з діловою лексикою, яка стосується певної галузі суспільного життя;
- вживання слів у найбільш звичайному для них значенні, зокрема слів-термінів, тобто слів, що мають, як правило, одне лексичне значення, виражають чітко окреслене поняття, створене в певній галузі науки, техніки або мистецтва;
- послідовність у викладі думок, його членування на абзаци, параграфи, пункти;
- користування усталеними формами висловлювання, які перетворилися на фразеологізовані в канцелярсько-діловому мовленні.[3]

### Підстилі та жанри офіційно-ділового стилю
- законодавчий (закони, укази, статути, постанови);
- юрисдикційний (акт, вирок, протокол, обвинувальний висновок, постанова про арешт, обшук);
- дипломатичний (міжнародні угоди — конвенції, повідомлення — комюніке, звернення — ноти, протоколи);
- адміністративний (накази, інструкції, розпорядження, довідки, заяви, звіти).[2]

## Науковий стиль
Науковий стиль — функціональний різновид літературної мови, що реалізується з інформативно-пізнавальною метою у сферах науки, техніки й освіти. Науковий стиль належить до книжних стилів літературної мови, має переважно письмову форму фіксації, характеризується ґрунтовною обізнаністю автора із темою, попередньою підготованістю висловлювань та переважно монологічністю викладу.
Основне призначення — систематизування, пізнання світу, служити для повідомлення про результати досліджень, доведення теорій, обґрунтування гіпотез, класифікацій, роз'яснення явищ, систематизація знань, виклад матеріалу, представлення наукових даних суспільству.

### Основні стильові ознаки наукового тексту
інформативність, абстрагованість, узагальненість, підкреслена логічність, однозначність, точність, зрозумілість, об'єктивність викладу, аргументованість, доказовість, логізована оцінність, переконливість, понятійність, предметність, лаконічність, висновковість, причиново-наслідковість, деперсоніфікованість, безобразність, неемоційність та ін.

### Функції мови, що реалізуються текстами наукового стилю
- інформативна (передавання інформації про об'єктивну реальність та позамовну дійсність);
- мислетворча (формування й формулювання думки);
- пізнавальна (когнітивна / гносеологічна; пізнання дійсності);
- акумулятивна (нагромадження досвіду попередніх поколінь);
- комунікативна (обмін інформацією, реалізується в усній та письмовій формі);
- номінативна (позначення, номінації об'єктів дійсності, їхніх властивостей та відношень між ними);
- метамовна (використання мови для опису іншої мови, тобто спеціальної наукової мови (метамова фізики, хімії, кібернетики, логіки та ін.).[1]

### Маркерні елементи лексичного рівня
- терміни (вузькоспеціальні (антиципація, парцеляція та ін.); міжгалузеві (дискурс, санація та ін.); загальнонаукові (теорія, синтез та ін.));
- абстрактна лексика (слова різних частин мови з  абстрактним значенням якості, властивості, стану, дії:  зрозумілість, властивість, існувати та ін.);
- номенклатурні назви (умовні назви словесно-буквеної чи  цифрової структури, позначають конкретні об'єкти науки, техніки, мистецтва: біол. пахуча трава альпійська,  муз. медіатор MD 2);
- наукова фразеологія (визначає логічний зв'язок між  композиційними частинами: на основі отриманих даних, наслідки експерименту, попередні висновки та ін.);
- стійкі термінологічні словосполучення (належать до  наукової фразеології, вживаються на позначення понять: дійсний  спосіб, корінь квадратний, давно минулий час, мертва мова та  ін.).[1]

Ознаками лексики наукової мови є тенденція до  однозначності багатозначних лексем, вживання лексем у прямих  значеннях, мотивованого використання запозичених елементів, зокрема термінів, уникання термінологічної синонімії, а також  відсутність емоційно-експресивної лексики.

### Морфологічні та словотвірні особливості
- іменний склад (у текстах переважають іменники (найбільш  численна група), прикметники та займенники);
- переважають відносні прикметники (уточнюють зміст  понять, вказують на ознаки, властивості, підкреслюють  термінологічну функцію іменника (хімічна реакція, концептуальний аналіз та ін.);
- термінологізація іменників, вжитих у непритаманній їм  формі множини (іменники зі значенням речовинності: мастила, бетони, солі, граніти та ін.; абстрактні іменники: потужності, щільності, освітленості, вузькості, включення, напруги, зміщення та ін.) і формі однини (суниця альпійська та ін.);
- переважання абстрактних іменників середнього роду, що  закінчуються на -ство, -цтво, -ння, -ття (напр., козацтво, формулювання, сприйняття та ін.);
- дієслова переважно теперішнього часу зі значенням  позачасовості, постійної дії, а також минулого часу;
- вживається переважно недоконаний вид дієслова у формі  теперішнього часу (з метою констатації факту): вивчається, спростовується та ін.;
- переважають дієслова дійсного та умовного способів;
- переважання інфінітивних та безособових форм із метою зосередження уваги на дії, а не суб'єкті;
- у значенні прийменників уживаються в силу, за певних  обставин, у разі потреби, у випадку, згідно з, у значенні, у  процесі, внаслідок, у результаті, за допомогою чого, за рахунок, у вигляді, на підставі, методом, яким чином та ін..[1]

### Синтаксичні особливості
Науковому стилю характерна тенденція до складних і  ускладнених синтаксичних конструкцій із прямим порядком  слів.
Маркерні ‒ системно вживані ‒ синтаксичні елементи наукового стилю:
- складні складнопідрядні речення зі сполучниковим  зв'язком, зокрема з'ясувальні, причинові, наслідкові;
- безособові, неозначено-особові, називні речення;
- речення, ускладнені дієприкметниковими й  дієприслівниковими зворотами, нанизуванням іменних форм, вставними словами, словосполученнями і реченнями;
- найпоширенішими є речення зі складеним іменним  присудком, іменна частина якого виражається іменником у  називному або орудному відмінках, повною формою  прикметника, зворотною формою дієслова, а дієслова-зв'язки ‒  бути, є, називатися, здаватися, мати, залишатися, володіти, визнаватися, відрізнятися, розпізнаватися, характеризуватися, складатися, слугувати, міститися, полягати, перебувати, визначатися, уявлятися, вважатися та ін.;
- сполучення дієслова з іменником (піддавати впливу, а не  піддаватися та ін.).[1]

### Підстилі та жанри наукового стилю
Залежно від сфери науково-пізнавальної діяльності та комунікативних завдань у науковому стилі виділяють власне науковий, науково-начальний та науково-популярний підстилі.
Власне науковий підстиль об'єднує наукові тексти, написані фахівцями для фахівців. Вирізняється строгим добором мовних одиниць, максимальною інформативністю, насиченістю новими та відомими науковими фактами, системою аргументації, а також апробацією нової термінології.
Представлений такими жанрами: монографія, дисертація, доповідь, рецензія, стаття, повідомлення, курсова, бакалаврська, магістерська роботи, реферат, тези, анотація, резюме, огляд, довідник, словник, каталог та ін.
Науково-навчальний підстиль характеризується доступністю викладу інформації, спрощеністю системи доведень, програмністю викладу матеріалу, спрямованою на активізацію мислення учня чи студента, поступовим, послідовним уведенням термінологічної лексики, не виключається використання елементів емоційності.
Тексти створюються за законами навчального процесу (від простого до складного, від невідомого до відомого), вирізняються дедуктивним викладом, підкріпленим прикладами й ілюстраціями.
Реалізується такими жанрами: навчальний посібник, підручник, лекція, словник, доповідь на занятті, відповідь на іспиті, реферат, реферативне повідомлення та ін.
Функція науково-популярного підстилю полягає у популяризації наукових відомостей — автор-фахівець звертається до читача-нефахівця, тому інформація подається в доступній, зрозумілій (науково достовірній, зі збереженням адекватності опису понять, явищ) і часто цікавій формі. Особливістю підстилю є поєднання протилежних стильових рис — об'єктивності та суб'єктивності, абстрактності й конкретності.
Жанри: статті у неспеціальних журналах, часописах і енциклопедіях (наприклад, для дітей), лекції, бесіди, замітки на медичні, космічні, біологічні та ін. теми.
Також виокремлюють науково-публіцистичний міжстильовий варіант, що поєднує ознаки наукового та медійного стилів.

## Медійний стиль
Медійний стиль — це функціональний різновид літературної мови, яким послуговуються в засобах масової інформації.
Основне призначення — служити розв'язанню суспільно-політичних питань, активно впливати на читачів, переконувати у справедливості певної ідеї, спонукати їх до творчої діяльності, пропагувати прогресивні ідеї, учення, знання, здоровий спосіб життя.

### Функції мови
- інформативна;
- сугестивна.

### Лексичні, фразеологічні особливості
- широко використовується суспільно-політична, економічна, юридичн, культурно-освітня лексика, в певних межах — і філософська, технічна, сільськогосподарська тощо (добір визначається тематикою висловлювання);
- використання слів іншомовного походження;
- використання слів в переносному, переважно метафоричному, значенні, чим посилюється образність написаного.[3]

### Синтаксичні особливості
- наявність специфічних синтаксичних структур, що характеризуються повторюваністю окремих частин чи нанизуванням компонентів.[3]

### Підстилі та жанри медійного стилю
Аналітичний підстиль. Реалізується жанрами: коментар, стаття, рецензія, журналістське розслідування, огляд, нарис, лист та ін. Матеріал науково інтерпретується автором. Інформація функціонує у вигляді міркувань, думок, оцінок, образів. Переконливо аргументуються твердження, розкриваються актуальні проблеми дійсності.
Жанри:
- коментар (пояснювальні або критичні зауваження з приводу будь-яких подій, явищ; використовується переважно у ЗМІ);
- стаття (найважливіший аналітичний жанр, що на підставі аналізу та зіставлення фактів ґрунтовно й глибоко, з науковою точністю трактує, осмислює й теоретично узагальнює проблеми соціальної дійсності);
- рецензія (аналіз, розбір, певна оцінка публікації, твору або продукту. Рецензія може стосуватися матеріальних речей (прилади, аксесуари, побутова техніка та ін.), комп'ютерних технологій, художньої літератури, музики, фільмів, комп'ютерних ігор та ін.. Рецензувати можуть також поточні події, громадські заяви та ін.. На додаток до критичного твердження, автор рецензії може дати предмету рецензування певну оцінку для визначення відносної цінності рецензованого предмета);
- журналістське розслідування (мета жанру — виявити справжні причини гострих суспільних (економічних, політичних, національних, моральних) проблем, існування яких старанно приховується від громадськості владними, політичними чи іншими впливовими колами).

Інформаційний підстиль. Мета інформаційного матеріалу — повідомити про факт (у щоденних виданнях і випусках на перше місце ставиться «свіжий» факт — новина).
Жанри:
- хроніка (факт без подробиць; невеликі (часом з однієї-двох фраз) повідомлення, що не мають заголовка);
- інтерв'ю (виклад фактів від імені того, з ким ведеться бесіда);
- звіт (за завданням редакції журналіст розповідає про те, що бачив і чув. Розмір матеріалу залежить від значущості події. Загальний звіт містить виклад фактів у хронологічному порядку, тематичний — висвітлює 1-2 найбільш важливих питання, звіт з коментарями — виклад основних подій і висловлювання свого погляду).

Художньо-публіцистичний підстиль. Конкретний документальний факт відходить на другий план, головним стає авторське враження від факту, події, авторська думка. Сам факт типізується. Дається його образне трактування.
Жанри:
- нарис (факти подаються в світлі особистості автора. Важливий не факт сам по собі, а його сприйняття і трактування персонажем або автором. Факт переосмислений в образах, близький до малих форм художньої літератури, конкретний, побудований на фактичному матеріалі);
- фейлетон (це літературний матеріал, пройнятий духом гострої, злободенної критики, з особливими прийомами викладу. Для фейлетону обов'язкові: жвавість, легкість, образність, гумор, іронія, насмішка);
- памфлет (злободенний публіцистичний твір, мета і пафос якого — конкретні цивільні, переважно соціально-політичні викриття).

Розважальний підстиль. Інформація подається в розважальній, ненав'язливій, іноді жартівливій формі. Проблеми політики, економіки, культури та ін. трактуються, як сфери масового життя, актуальні для кожного. Містить лише поверхові відомості з певної теми. Просуває потрібні наративи, формує естетичні уявлення шляхом повторення тез, візуалізації образів та ін.
Жанри: музичні, розважальні, інформаційні передачі й шоу, серіали, фільми, меми та ін.

## Художній стиль
Художній стиль — функціональний різновид літературної мови, що моделює світ через конкретно-чуттєві образи й виконує естетичну функцію.
Основне призначення — впливати засобами художнього слова через систему образів на розум, почуття і волю читачів, формувати ідейні переконання, моральні якості та естетичні смаки.

### Основні ознаки
образність, поетичність, естетика мовлення, експресія як інтенсивність вираження, зображуваність (конкретно-чуттєве живописання дійсності — людей, природи, явищ, понять, якостей, властивостей, відношень).

### Лексичні, фразеологічні особливості
- розмаїтість лексики: неемоційної й емоційної, просторічної, діалектної;
- широке використання слів і словосполучень з переносним, образним значенням (метафори, метонімії, синекдохи, епітети, літоти, алегорії, гіперболи, порівняння та ін.), якими актуалізується, індивідуалізується і забарвлюється художній текст. Цим досягається вторинне осмислення зображуваних у художньому тексті подій, явищ. Наприклад: Неначе цвяшок, в серце вбитий, Оту Марію я ношу (Т. Шевченко);
- вживання фразеологізмів, ідіоми, прислів'я, приказки, «крилаті» вислови.
- мову художньої літератури суттєво характеризує розгалуджена синоніміка, омоніми, пароніми, антоніми, архаїзми, історизми, емоційно забарвлені слова (переважно із суфіксами об'єктивної, а водночас і суб'єктивної оцінки — із значенням голубливості, пестливості, зневажливості, згрубілості), напр.: чорний — чорненький — чорнесенький — чорнісінький.[3]

### Морфологічні, синтаксичні особливості
- будь-яке слово, словосполучення і речення в текстах художнього стилю може набувати найрізноманітнішої видозміни;
- синтаксична варіативність у побудові речень майже не підлягає регламентації, не обмежується строгими нормами, правилами;
- простежується тенденція до вживання менш громіздких, ускладнених фраз (на відміну від наукового стилю);
- використовуються речення різної модальності та інтонаційного забарвлення: розповідні, питальні, спонукальні, окличні;
- часто допускаються пропуски слів, незакінчені, обірвані конструкції, слова-речення різного типу тощо;
- використовуються елементи всіх інших стилів;
- наявні цитати з промов, зразки заяв, інструкцій, протоколів тощо.[3]

### Підстилі та жанри художнього стилю
У художньому стилі виокремлюють за родами і жанрами літератури:
- епічні (епопея, роман, повість, оповідання, нарис);
- ліричні (поема, балада, пісня, поезія);
- драматичні (драма, трагедія, комедія, мелодрама, водевіль);
- комбіновані (ліро-епічний твір, драмафеєрія, усмішка тощо).[2]